# Solenka Valerandova

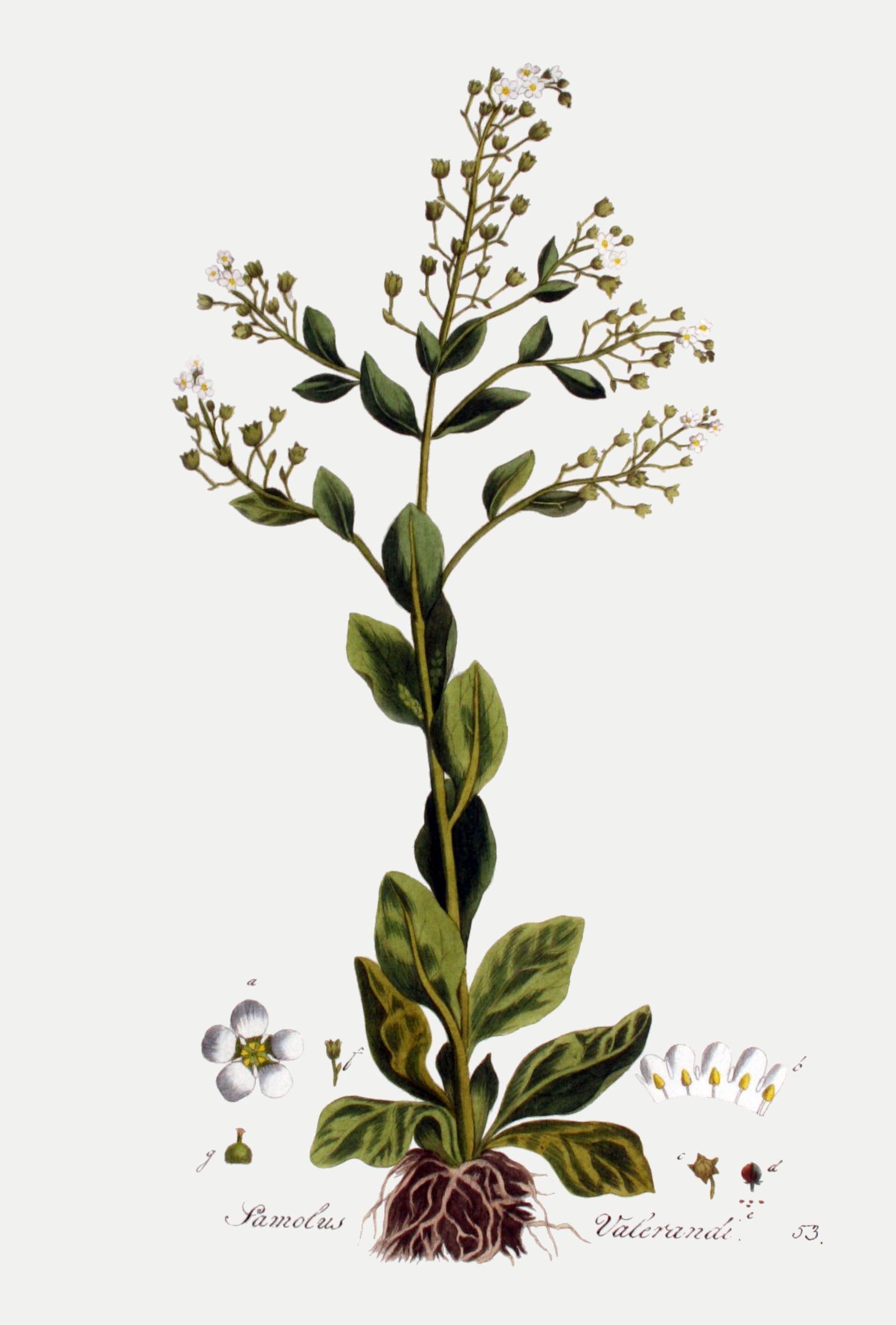
Nákres solenky Valerandovy

Solenka Valerandova (Samolus valerandi) je drobná, bíle kvetoucí, slanomilná, bažinná bylina s přízemní růžici listů. Je jediným druhem rodu solenka, který se v evropské přírodě vyskytuje; může růst emerzně i submerzně.

## Rozšíření
Je rozšířena po všech kontinentech, v přímořských státech se vyskytuje častěji než ve vnitrozemských. Je hojnější na jižní polokouli, málo se vyskytuje ve studených vodách.
Na území ČR je velmi vzácná, prokazatelně roste pouze v přírodní památce Trkmanec-Rybníčky poblíž obce Rakvice v okrese Břeclav a u rybníka Nesyt v národní přírodní rezervaci Lednické rybníky u obce Sedlec v okrese Břeclav. Dále se pravděpodobně po mnoholeté nepřítomnosti opět vrátila do přírodní památky Netřebská slaniska u obce Úžice v okrese Mělník.

## Ekologie
Roste na zasolených loukách, slaných bažinách, při ústí řek a nejvíce v poloslané brakické vodě. Pokud má dostatek spodní vláhy, poroste i pokvete též na vysychajících stanovištích. Je málo schopná konkurovat jiných rostlinám a obsazuje hlavně stanoviště na obnažených půdách. Vyskytuje se na málo výživných, vápnitých nebo kyselých půdách, které jsou hlavně jílovité, případně i písčité.
Dokáže růst i dlouhodobě ponořená pod hladinou, květy se však vytvářejí a semena dozrávají jen nad hladinou. V přímořských oblastech dobře roste i mimo vodní prostředí, stačí dostatečná vzdušná vlhkost a občasná vodní sprška. Přestože snese zasolenou půdu i brakickou vodu, v mořské vodě dlouho nepřežije.
Je to velmi specializovaný druh, její populace jsou často nestálé a kolonizují malá a jen přechodně vhodná stanoviště, ta se často mění s posunem vodní hladiny. Rostliny někdy vykvetou jen jednou a uhynou, častěji však rostou a kvetou po několik let.

## Popis
Krátce vytrvalá, stálezená bylina s přímou lodyhou, která vyrůstá z listové růžice a bývá vysoká od 10 do 50 cm. Lodyha je lysá nebo roztroušeně chlupatá a bývá někdy v horní části větvená. Řapíkaté listy v růžici mají čepele 2 až 6 cm dlouhé, téměř okrouhlé, celokrajné a na koncích zaoblené. Menší a směrem vzhůru se zmenšující lodyžní listy vyrůstají střídavě, jsou slabě masité a krátce řapíkaté až přisedlé, vejčité a na koncích zašpičatělé.
Na konci lodyh se vytvářejí 8 až 20 cm dlouhá, přetrhávaná, hroznovitá květenství, která jsou tvořená 10 až 20 květy. Oboupohlavné, pětičetné květy mají prohnuté stopky 1 až 2,5 cm dlouhé a uprostřed stopek vyrůstají kopinaté listeny. Zvonkovitý, vytrvalý kalich má pět trojúhelníkovitých laloků do třetiny srostlých, v době květu je asi 1 mm velký a za plodu se dvojnásobně zvětší. Bílá, kolovitá koruna 3 mm velká má pět vejčitých laloků a trubku stejně dlouhou jako kalich. V květu je pět tyčinek přirostlých ke koruně a mezi nimi je střídavě pět drobných, neplodných patyčinek. Semeník je polospodní a nese kratičkou čnělku s kulatou bliznou. Květy jsou drobné, nenápadné a bez nektaru, jsou proto hmyzem jen málo navštěvované a opyluji se nejčastěji samosprašně. Ploidie druhu je 2n = 26.
Plod je kulovitá, 3 mm velká tobolka srostlá s vytrvalým kalichem, která ve zralosti puká na vrcholu pěti chlopněmi. Obsahuje hnědá, hranatá semena velká 0,5 mm, která klíčí pouze na světle a podržují si schopnost vyklíčit i více než 5 let.

## Ohrožení
Přestože solenka Valerandova není celosvětově ohrožena, v České republice i dalších evropských vnitrozemských státech je většinou ohrožená vyhynutím nebo již vyhynula. Je to způsobeno hlavně likvidaci vhodných stanovišť. V ČR je proto chráněna zákonem, ve vyhlášce „Ministerstva životního prostředí ČR č. 395/1992 Sb. ve znění vyhl. č. 175/2006 Sb. je jako kriticky ohrožený druh“ zařazena pod (§1) a stejně je hodnocena i v „Červeném seznamu cévnatých rostlin České republiky (C1t)“.